# Atletismo nos Jogos Pan-Americanos de 1951 - Lançamento de martelo masculino
A prova do lançamento de martelo masculino nos Jogos Pan-Americanos de 1951 foi realizada em Buenos Aires, Argentina.

## Medalhistas
| Ouro                       | Prata                          | Bronze                   |
| Emilio Ortiz ARG Argentina | Manuel Etchepare ARG Argentina | Arturo Melcher CHI Chile |

## Resultados
| Posição           | Nome             | Nacionalidade      | Marca | Notas |
| ----------------- | ---------------- | ------------------ | ----- | ----- |
| Medalha de ouro   | Emilio Ortiz     | ARG Argentina      | 48.04 |       |
| Medalha de prata  | Manuel Etchepare | ARG Argentina      | 46.12 |       |
| Medalha de bronze | Arturo Melcher   | CHI Chile          | 45.70 |       |
| 4                 | Juan Fusé        | ARG Argentina      | 45.35 |       |
| 5                 | Gil Borjeson     | USA Estados Unidos | 43.78 |       |
| 6                 | Vicente Lagoyete | COL Colômbia       | 38.73 |       |